# Монреальська траса
Монреальська траса (англ. Montreal Main) — документально-художній фільм Френка Вітале, випущений у 1974..

## Сюжет
В автобіографічному дослідженні Френк Вітале грає фотографа з неоднозначною сексуальною орієнтацією, якій мешкає у богемній спільноті Монреаля, у середовищі багатому на вигнанців, наркоманів та митців.
За ходом фільму, Френка вразив відмінністю від інших підлітків, тихий та задумливий 12-річний хлопчик Джонні із передмістя. Хоча стосунки Френка з Джонні цілком платонічні, загальний (у ті роки) стереотип про геїв як педофілів, схильних до сексуального полювання на неповнолітніх хлопців, породжує певні чутки про їхню дружбу. Їхні стають приреченими, коли знайомі Френка і батьки хлопця, починають підозрювати що Френк має почуття до хлопця.
Фільм був випущений на DVD у 2009 році.

## У ролях
- Френка Вітале — Френк
- Стівен Лек — Стів
- Пітер Броулі — Пітер
- Аллан Мойле — Бозо
- Джон Сузерленд — Джонні
- Джек Холден — Джек